# Stahlkirche

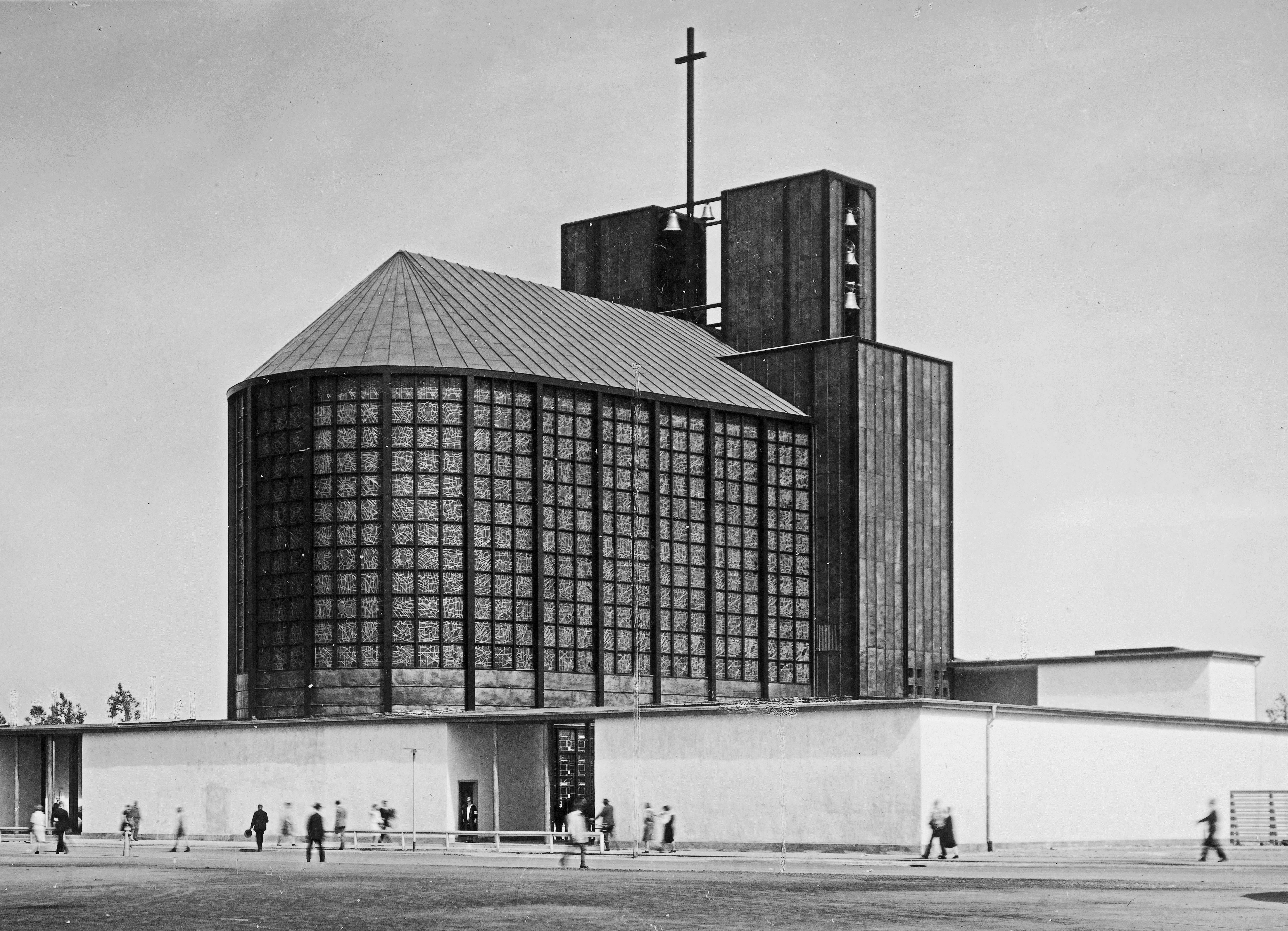
Die Stahlkirche auf der Pressa, Foto von Hugo Schmölz

Die Stahlkirche – in der zeitgenössischen Literatur auch als Pressakirche bezeichnet – war ein avantgardistisches Kirchengebäude von Otto Bartning, das im Wesentlichen aus Stahl und Glas bestand. Anlässlich der Internationalen Presseausstellung wurde die Kirche zunächst 1928 in Köln temporär aufgebaut, anschließend wieder zerlegt, nach Essen transportiert und dort 1931 dauerhaft als protestantische Melanchthonkirche aufgestellt. Sie wurde 1942 bei einem Fliegerangriff unrettbar zerstört.

## Geschichte
Von Mai bis Oktober 1928 fand in Köln die Internationale Presseausstellung Pressa statt, eine Großveranstaltung mit 1.500 Ausstellern aus 43 Ländern auf dem erst vier Jahre zuvor eröffneten Messegelände in Köln-Deutz. Um den Standort aufzuwerten, wurde 1928 rechtzeitig zur Pressa der Kölner Messeturm erbaut, doch wurden zusätzlich eigens für die Pressa zahlreiche neue und architektonisch teilweise richtungsweisende Gebäude errichtet. Hierzu zählte auch die Stahlkirche. Der im Kirchenbau bereits erfahrene Architekt Otto Bartning erhielt für die Pressa den Auftrag, einen Ausstellungsbau zu entwickeln, der danach an anderer Stelle neu aufgebaut werden konnte. So plante er die Stahlkirche, eine Saalkirche auf parabelförmigem Grundriss mit erhöhtem Altarraum in der Rundung und vorgesetztem Doppelturm-Riegel. Das Bauwerk wurde in Köln aus vorproduzierten Stahl-Bauteilen vor Ort montiert – darunter einige 20 m hohe Stahlträger, die außen mit Kupfer verkleidet waren. Die Zwischenräume zwischen den Stützen wurden raumhoch ausgefüllt mit über 600 bleiverglasten Fensterfeldern, die von der Glasmalerin Elisabeth Coester gestaltet wurden. Die Orgel kam von W. Sauer in Frankfurt (Oder), die Glocken von Franz Schilling & Söhne in Apolda. Hans Wissel, damals Professor an den Kölner Werkschulen, schuf ein überlebensgroßes expressionistisches Kruzifix sowie den Altar und die Kanzel, auf jener waren die Symbole der vier Evangelisten dargestellt: Mensch oder Engel für Matthäus, Löwe für Markus, Stier für Lukas und Adler für Johannes.

„Der Kirchenbau des 20. Jahrhunderts beginnt nach dem Ersten Weltkrieg mit der Suche nach dem neuen Raumgefühl, das vor allem der Protestant Otto Bartning in seinem Buch "Vom neuen Kirchenbau" (1919), in seinem Modell der Sternkirche in der Ausstellung des Kölnischen Kunstvereins 1922 und insbesondere in seiner Stahlkirche auf der Kölner Pressa ausdrückte (…).“

Am 12. Mai 1928 wurde die Pressa eröffnet, am 31. Mai 1928 erfolgte die Einweihung der Stahlkirche. Sie diente dort als Ausstellungsraum für das evangelische Pressewesen. Zusammen mit Erich Mendelsohns Ausstellungspavillon für das Verlagshaus Rudolf Mosse galt die Stahlkirche in Architekturkreisen als Highlight der gesamten Pressa und machte Bartning weltweit bekannt. Nach Ende der Pressa wurde die Stahlkirche abgebaut und kostenfrei der Gemeinde Essen-West übereignet. Sie wurde nach Essen-Holsterhausen gebracht und im Karree Melanchthonstraße – Holsterhauser Platz / Holsterhauser Straße – Rubensstraße wieder aufgebaut, knapp 3 km südwestlich vom Zentrum Essens. Dort wurde sie am 22. März 1931 als Melanchthonkirche eingeweiht, benannt nach dem Reformator Philipp Melanchthon.
Nach der Machtergreifung der Nationalsozialisten 1933 wurde die Gemeinde zunehmend von der regimekonformen Gruppe der Deutschen Christen beherrscht und distanzierte sich ab 1935 immer mehr von der künstlerischen Sprache des berühmten Kirchenbaus. Die NS-Ideologie missbilligte expressionistische Kunstwerke oder betrachtete sie gar als „Entartete Kunst“. Auf Drängen der Gemeindevertretung wurde der Corpus des Altarkreuzes am 17. Dezember 1935 aus der Kirche entfernt.
Nachdem Deutschland 1939 mit dem Überfall auf Polen den Zweiten Weltkrieg ausgelöst hatte, begann die britische Luftwaffe im März 1942 mit Flächenangriffen – vor allem auf die Industriestädte an Rhein und Ruhr. Auch wenn die ersten dieser Luftangriffe noch längst nicht die Zerstörungswirkung späterer Bombardements entfalteten, wurde doch schon am 9. März 1942 die Stahlkirche (als erstes Essener Gotteshaus) vernichtend von Brandbomben getroffen. Sie brannte aus, zerschmolz zu einem Gerippe und wurde später verschrottet. Der zugehörige Melanchthon-Bunker wurde ebenfalls zerstört, in den Trümmern kamen 84 Menschen ums Leben. Von den fünf Glocken der Kirche konnten zwei beschädigt geborgen werden, eine der geborgenen trägt noch von ihrer Herstellung die Inschrift „Friede auf Erden“, durch welche seit der Zerstörung ein tiefer Riss verläuft. Beide Glocken stehen bis heute als Mahnmal neben dem Haupteingang des Nachfolgebaus.

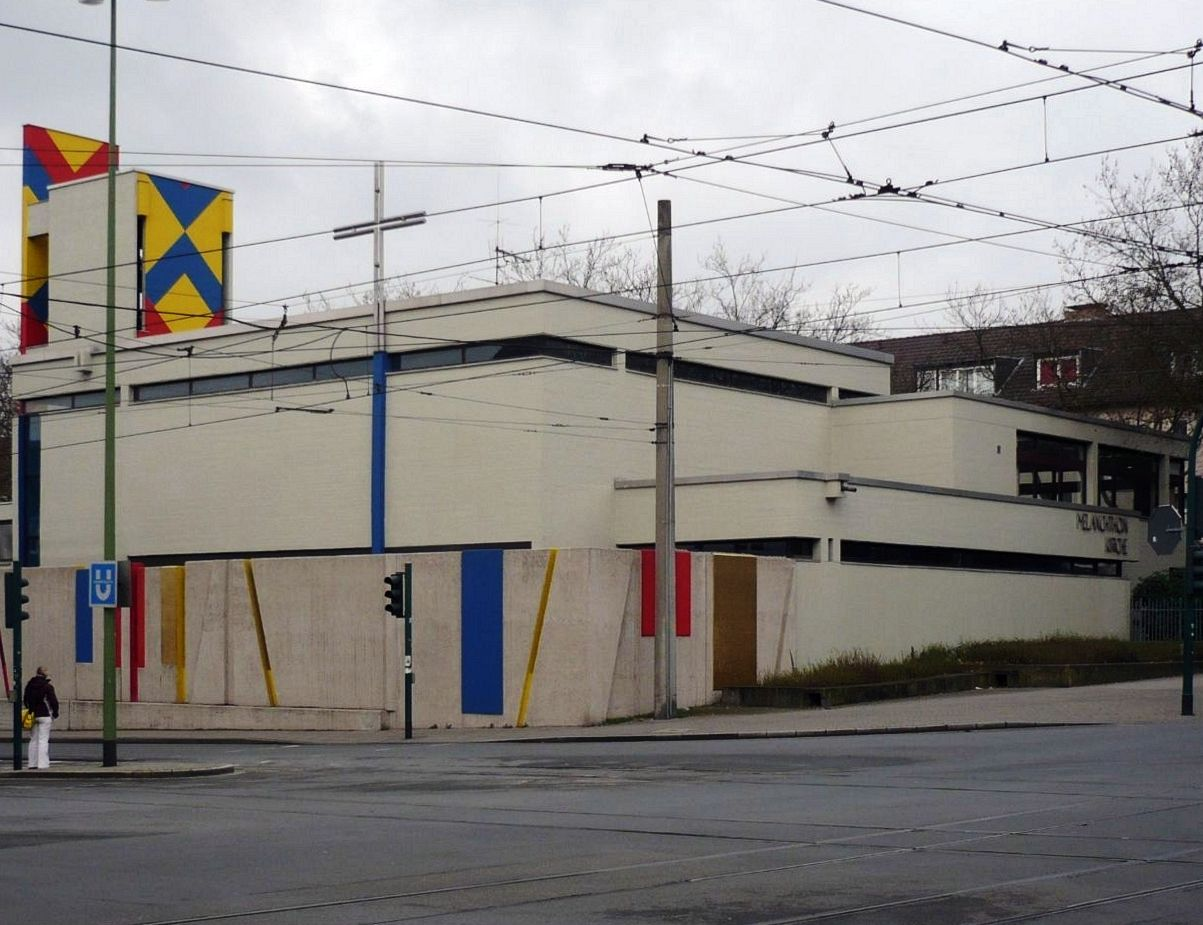
Nachfolgebau der Stahlkirche, ebenfalls Melanchthonkirche genannt, im Jahr 2008

Auf dem Platz der Stahlkirche entstand von 1946 bis 1948 ein Gemeindesaal, der bis 1966 Bestand hatte. Nach einem Architektenwettbewerb 1964 errichtete Otto Herbert Hajek von 1970 bis 1972 einen Neubau der Melanchthonkirche. Diese bzw. das MelanchthonGemeindeZentrum (MGZ) bildet inzwischen zusammen mit der Erlöserkirche die Evangelische Erlöserkirchengemeinde Holsterhausen.